# 3. корпус РВ и ПВО
3. корпус ратног ваздухопловства и противваздушне одбране основан је 1964. године као 1. ваздухопловни корпус.

## Историја

### 1. ваздухопловни корпус
У оквиру реорганизације Дрвар 2 према наредби од 8. маја 1964. године основан је 1. ваздухопловни корпус са командом у Земуну. Корпус је настао преформирањем 1. ваздухопловне команде са придодатим јединицама са истока државе базираним на аеродромима Батајница, Лађевци, Ниш, Скопље и Приштина.
Команда корпуса пребачена је из Земуна у Ниш према наредби од 25. децембра 1967. године. Корпус је 1986. године преименован у 3. корпус РВ и ПВО. Команданти корпуса у овом периоду били су Душан Влаисављевић, Љубиша Ћургуз,
Стеван Роглић, Боривоје Петков и Милош Бајчетић.

### 3. корпус РВ и ПВО
Формиран преименовањем 1. ваздухопловног корпуса, 3. корпус РВ и ПВО покривао је југоисточно војиште са јединицама базираним на аеродромима Ниш, Скопље, Приштина, Лађевци и Голубовци.
Крајем јуна 1991. неке јединице из састава корпуса учествују у борбеним дејствима као испомоћ осталим корпусима.
Након трансформације ЈНА у Војску Југославије у јуну 1992. године 3. корпус РВ и ПВО је расформиран, а његова команда трансформисана у Ваздухопловни корпус ВЈ.
Команданти корпуса у овом периоду били су Марко Кулић и Љубиша Величковић.

## Организација
Током целог свог постојања овај корпус је био потчињен команди Ратно ваздухопловство и противваздушна одбрана.

### Потчињене јединице

#### 1. ваздухопловни корпус (1964.-1966)
Авијацијске јединице
- 103. извиђачки авијацијски пук
- 107. пук помоћне авијације
- 109. пук помоћне авијације
- 198. ловачко-бомбардерски авијацијски пук
- 204. ловачки авијацијски пук
  - 120. ловачка авијацијска ескадрила (до 1965)
  - 123. ловачка авијацијска ескадрила (до 1965)
  - 235. ловачко-бомбардерска авијацијска ескадрила (до 1965)
  - 891 авијацијска ескадрила за везу (до 1965)

Ваздухопловно-техничке јединице
- 161. ваздухопловна база
- 165. ваздухопловна база
- 171. ваздухопловна база
- 177. ваздухопловна база
- 285. ваздухопловна база
- 399. ваздухопловнa базa
- 423. ваздухопловнa базa
- 492. ваздухопловнa базa

Јединице везе
- 112. батаљон везе

Инжињеријске јединице
- 359. инжињеријски батаљон

#### 1. ваздухопловни корпус (1966.-1978)
Авијацијске јединице
- 98. авијацијска бригада
- 107. пук помоћне авијације (до 1973)
- 119. транспортни хеликоптерски пук (од 1968)

Ваздухопловно-техничке јединице
- 161. ваздухопловна база
- 165. ваздухопловна база
- 171. ваздухопловна база
- 177. ваздухопловна база
- 285. ваздухопловна база
- 399. ваздухопловнa базa
- 423. ваздухопловнa базa
- 492. ваздухопловнa базa

Јединице везе
- 112. батаљон везе

Инжињеријске јединице
- 359. инжињеријски батаљон

#### 1. ваздухопловни корпус (1978.-1986)
Авијацијске јединице
- 98. авијацијска бригада
  - 350. извиђачка авијацијска ескадрила (до 1982)
  - 461. ескадрила лаке борбене авијације (до 1981)

Ваздухопловно-техничке јединице
- 161. ваздухопловна база
- 165. ваздухопловна база
- 171. ваздухопловна база
- 177. ваздухопловна база
- 285. ваздухопловна база
- 399. ваздухопловнa базa
- 423. ваздухопловнa базa
- 492. ваздухопловнa базa

Јединице ПВО
- 11. дивизија ПВО

Јединице везе
- 112. батаљон везе

Инжињеријске јединице
- 359. инжињеријски батаљон

#### 3. корпус РВ и ПВО (1986.-1992)
Авијацијске јединице
- 83. ловачки авијацијски пук
- 98. авијацијска бригада
- 119. ваздухопловна бригада

Ваздухопловно-техничке јединице
- 161. ваздухопловна база
- 165. ваздухопловна база
- 285. ваздухопловна база
- 492. ваздухопловнa базa

Јединице ПВО
- 450. ракетни пук ПВО

Јединице ВОЈИН
- 3. пук ВОЈИН

Јединице везе
- 112. батаљон везе

Инжињеријске јединице
- 359. инжињеријски батаљон

## Команданти корпуса
- Душан Влаисављевић (1964.-1968)
- Љубиша Ћургуз (1968.-1973)
- Стеван Роглић (1973.-1978)
- Боривоје Петков (1978.-1984)
- Милош Бајчетић (1984.-1986)
- Марко Кулић (1986.-1991)
- Љубиша Величковић (1991.-1992)